# NGC 6572
NGC 6572 ist die Bezeichnung eines planetarischen Nebels im Sternbild Schlangenträger. NGC 6572 hat eine Winkelausdehnung von 0,6 × 0,4 Bogenminuten und eine Helligkeit von 8,1 mag. Sein Zentralstern, ein Weißer Zwerg, leuchtet mit einer scheinbaren Helligkeit von 13,6 mag. Die Entfernung wird auf 6.100 Lichtjahre geschätzt.
Das Objekt wurde im Jahr 1825 von dem deutschen Astronomen Friedrich Georg Wilhelm Struve entdeckt.

## Beschreibung
NGC 6572 ist ein recht junger und damit noch ein kleiner, sehr heller planetarischer Nebel, dessen Zentralstern vor rund 2600 Jahren seine Gashülle abgestoßen hat. Zurzeit dehnt sich die Gaswolke mit einer Geschwindigkeit von ca. 15 km/s aus. Der extrem heiße Zentralstern ist mit rund 0,57 Sonnenmassen relativ massearm und regt die umliegende Gaswolke mit seiner harten UV-Strahlung zum Leuchten an. Die dominierenden Spektrallinien CII, NII und OII verleihen dem Nebel seine intensiv türkise Färbung.

### Visuelle Beobachtung
NGC 6572 ist sehr leicht zu finden, denn er befindet sich ziemlich genau 3° südsüdöstlich („5 Uhr“) des Sterns 72 Ophiuchi (3,73 mag). Bei 100-facher Vergrößerung fällt NGC 6572 durch seine beachtliche Helligkeit und die türkise Farbe sofort auf, zumal sich im Blickfeld keine helleren Sterne befinden. Bei 260-facher Vergrößerung ist die leicht ovale Form von NGC 6572 deutlich zu erkennen, jedoch bleibt der Nebel im Okular insgesamt strukturlos. Der Zentralstern ist im Okular nicht auszumachen, er wird wohl von der hellen Gaswolke völlig überstrahlt.